# Brad Walst
Brad Walst es el bajista, voz de apoyo y cofundador de la banda canadiense Three Days Grace. Es uno de los miembros originales de la banda desde 2003 y su hermano, Matt Walst, es el actual cantante de la banda Three Days Grace.

## Biografía
Brad Walst (Bradley Walst) nació el 16 de febrero de 1977 en Norwood, Ontario (Canadá). Empezó a tocar bajo a los 13 años. Brad, influido por sus padres, tenía un apasionado interés por la música cuando estaba en el colegio y su compañero de grupo Adam Gontier le sugirió aprender a tocar bajo para así formar su actual banda Three Days Grace. Brad está casado con Rhonda, su esposa desde hace un tiempo. Tienen un hijo llamado James.

## Sus equipos
Brad usa los Bajos Lakland y Ernie Ball, amplificadores Peavey, y pedales de Sans Amp.

## Discografía
- Three Days Grace (2003)
- One-X (2006)
- Life Starts Now (2009)
- Transit Of Venus (2012)
- Human (2015)
- Outsider (2018)

- Datos: Q2631240